# Осада Лиденбурга
Осада Лиденбурга (англ. Siege of Lydenburg) — одно из сражений Первой англо-бурской войны, продолжавшееся 84 дня, с января по март 1881 года. Несмотря на сопротивление британцев, гарнизон капитулировал..

## Перед осадой
В Лиденбурге стоял 94-й пехотный полк в полном составе. 5 декабря большая часть полка под командованием подполковника Энтрузера оставила город. В гарнизоне осталось только сотня человек под командованием второго лейтенанта Уолтера Лонга, сына британского политика Уолтера. 20 декабря британский отряд, двигавшийся от Лиденбурга к Претории попал в засаду буров у Бронкхорстспрёйта. Британцы потеряли 156 человек. Первая англо-бурская война началась.
С началом войны Лонг получил приказ из Претории оборонять Лиденбург. Лонг приказал возвести форт и каменные стены вокруг импровизированных укреплений. Крепость, получившая название форт-Мэри состояла из восьми соломенных бараков соединённых с каменными стенами.. Эти укрепления позволили британскому гарнизону успешно сопротивляться бурам в течение трёх месяцев. Британцы располагали 20 тыс. патронов, оставленными им главными силами полка под командованием Энтрузера. Готовясь к осаде британцам удалось накопить трёхмесячный запас мяса, восьмимесячный запас муки, бакалейные товары и овощи.
23 декабря в город прибыл командир сил буров командант Дитрих Мюллер и заявил Лонгу, что правительство Трансвааля требует сдачи города. Лонг отказался капитулировать, и буры стали готовить осаду. 

## Ход осады
3 января 1881 бурские коммандо были уже в 3 милях от дороги на Миддлбург а 6-го подошли к Лиденбургу. Свыше двух сотен бюргеров подошли к городу, объявили о своей преданности Южно-африканской республике и опять потребовали от Лонга сдать город. Лонг снова отказался и бурский контингент вырос до пятисот человек. Буры вошли в город и приблизились к Форту-Мэри, открыв огонь расстояния в 230 м. Британцы не пострадали, несмотря на трёхчасовую спорадическую перестрелку. Через два дня 8 декабря буры привезли пушку, но бурским артиллеристам также не удалось впечатлить британцев и нанести им потери. Тем не менее, вскоре к обстрелу форта приступила и другая пушка.
23 января гарнизон обнаружил нехватку воды. Запас удалось ненадолго пополнить во время дождя и вылазки 8 февраля.
4 марта бурам удалось поджечь соломенные крыши Форта-Мэри. Британцам в течение 20 минут удалось потушить пожар, находясь под плотным огнём противника.
10 марта два бура зашли в город с письмом от Альфреда Эйливарда с предложениями о почётной сдаче. Эйливард убеждал Лонга сдаться, ввиду небольших размеров его отряда и отсутствия британских войск вблизи Лиденберга, которые могли бы деблокировать город. Лонг заявил, что не сдаст город, пока располагает людьми.
23 марта буры опять зашли в Лиденберг, сообщив Лонгу о гибели генерал-майора Джорджа Кули у Маджуба-хилл и снова потребовали сдачи. Тем не менее, осада продлилась до 20 марта 1881, когда лейтенант Бейкер из 60-го полка согласился подписать условия капитуляции с бурами. Осада продлилась 84 дня.
После сдачи Лиденбурга и других британских крепостей в Трансваале республика обрела независимость и контроль над своими территориями. В ходе второй англо-бурской войны британцы снова вошли в Лиденбург.